# Joyride (Roxette-dal)
A Joyride című dal a svéd Roxette első kimásolt kislemeze harmadik Joyride című stúdióalbumukról. Az album folytatása a második Look Sharp! című stúdióalbumuknak, mely  a csúcsra emelte az együttest, és a címadó dal volt a legsikeresebb kislemez 1991-ben, valamint számos slágerlistán is előkelő helyezést ért el, többek között Ausztrália, Kanada, és az Egyesült Államok listáin.

## Előzmények
Per Gessle a dal nyitó sorairól azt mondta, hogy egy olyan taktus ihlette, melyet akkori barátnője (ma a felesége) leütött a zongorán: "Hej, din tok, jag älskar dig" ("Helló, bolond, szeretlek „). A dal címe egy interjúból származik amelyben Paul McCartney összehasonlította a dalok írását John Lennonnal, melyet hosszú "Joyride"-nak nevezett. A Roxette korábbi turné menedzsere Dave Edwards jóváhagyta a dalt ebben a formában.

## Kritikák
A Gavin Report kritikusa ezt írta a dalról: "Rengeteg oka van az örömnek, hiszen 40 országban előkelő helyezést ért el a dal, köszönhetően Per Gessle és Marie Fredriksson tehetségének. A svéd duó bölcs, hogy megtartja Clarence Öfwerman-t producernek, aki egyértelműen megtalálja a rajongók szívéhez vezető utat. A Roxette újra alkalmazta ezt a boldog, jó érzésű formulát a lemezek és dalok elkészítésében. Ennek eredményeképpen elismerést, és figyelmet kapnak. Az új album címe, és az új album nemcsak hogy megfelel mindenki elvárásainak, hanem felülmúlja is azt.

## Sikerek
A dal a duó egyik legnagyobb slágere lett, és 1991-ben a legsikeresebb kislemez volt. Ez volt az első No1 helyezésű daluk hazájukban. Ott platina elismerést kaptak. Számos más országban, úgy mint Ausztria, Finnország, Hollandia, Svájc, Norvégia, Spanyolország is a slágerlista élén szerepelt. A dal nyolc hétig volt slágerlistás első helyezés Németországban, ahol a Bundesverband Musikindustrie arany elismeréssel díjazta a 250.000 eladott példányszámot. A "Joyride" az angol kislemezlistán a 4. helyig jutott.
A dal három hétig volt slágerlistás első helyezés az ausztrál kislemezlistán, ahol az ARIA platina elismeréssel jutalmazta az eladott 70.000 eladott példányszám végett. A kislemez továbbra is az év tíz legkelendőbb kislemeze maradt. Ez volt a 4. és egyben utolsó daluk a Billboard Hot 100-as listán. Kanadában az 50.000 eladott példányszámot a Music Canada arany elismeréssel jutalmazott. 1992-ben Juno díjra jelölték a duót, mint külföldi művészt a legjobban eladott kislemezét.

## A dal felhasználása eseményeken
A dal az 1994-es Stanley kupán a Vancouver Canucks bevezető zenéjeként hangzott el, és hangzik el minden játék előtt, mielőtt jégre kerülnek.

## Megjelenések
Minden dalt Per Gessle írt.
- 7" & MC Single  Svédország 1364002 ·  Egyesült Királyság EMI TCEM177 ·  Amerikai Egyesült Államok EMI 4JM-50342)

1. "Joyride" (7" Version) – 3:58
2. "Come Back (Before You Leave)" – 4:34

- 12"  Svédország EMI 1364006 ·  Németország EMI 1C-060-1364006)

1. "Joyride" (12" Version / magicfriendmix) – 6:08
2. "Joyride" (7" Version) – 3:58
3. "Come Back (Before You Leave)" – 4:34

- CD Single  Svédország EMI 1364002 ·  Egyesült Királyság EMI CDEM177)

1. "Joyride" (7" Version) – 3:58
2. "Come Back (Before You Leave)" – 4:34
3. "Joyride" (12" Version / magicfriendmix) – 6:08
4. "Joyride" (US Remix) – 4:04

## Slágerlista
| Slágerlista (1991)                    | Legjobb helyezések |
| ------------------------------------- | ------------------ |
| Ausztrália (ARIA)                     | 1                  |
| Ausztria (Ö3 Austria Top 40)          | 1                  |
| Belgium (Ultratop 50 Flanders)        | 1                  |
| Kanada Top Singles (RPM)              | 1                  |
| Denmark (IFPI)                        | 1                  |
| European Hot 100 (Music & Media)      | 1                  |
| Finland (Suomen virallinen lista)     | 1                  |
| Franciaország (Single Top 100)        | 39                 |
| Németország (Media Control Charts)    | 1                  |
| Írország (IRMA)                       | 9                  |
| Italy (Musica e dischi)               | 3                  |
| Japan International (Oricon)          | 1                  |
| Hollandia (Top 40)                    | 1                  |
| Hollandia (Single Top 100)            | 1                  |
| Új-Zéland (Recorded Music NZ)         | 3                  |
| Norvégia (VG-lista)                   | 1                  |
| Poland Airplay (ZPAV)                 | 3                  |
| Portugal (AFP)                        | 1                  |
| Spain (AFYVE)                         | 1                  |
| Svédország (Sverigetopplistan)        | 1                  |
| Svájc (Schweizer Hitparade)           | 1                  |
| Egyesült Királyság (UK Singles Chart) | 4                  |
| US Billboard Hot 100                  | 1                  |
| US Adult Contemporary (Billboard)     | 21                 |
| Zimbabwe (ZIMA)                       | 1                  |

| Slágerlista (1991)                      | Helyezések |
| --------------------------------------- | ---------- |
| Australian Singles (ARIA)               | 9          |
| Austrian Singles (Ö3)                   | 6          |
| Belgian Singles (Ultratop Flanders)     | 7          |
| Brazilian Singles (ABPD)                | 50         |
| Canadian Singles (RPM)                  | 6          |
| Dutch Singles (Top 40)                  | 11         |
| Dutch Singles (Top 100)                 | 12         |
| German Singles (GfK)                    | 4          |
| Japanese International Singles (Oricon) | 14         |
| New Zealand Singles (Recorded Music NZ) | 37         |
| Norwegian Singles (VG-lista)            | 1          |
| Swiss Singles (Schweizer Hitparade)     | 2          |
| UK Singles (OCC)                        | 36         |
| US Year-End Hot 100 Singles (Billboard) | 23         |
| US Singles (Cashbox)                    | 33         |
| US Radio Songs (Billboard)              | 37         |

| Slágerlista (1990–99) | Helyezés |
| --------------------- | -------- |
| German Singles (GfK)  | 24       |

## Minősítések
| Ország                  | Minősítés | Eladások |
| ----------------------- | --------- | -------- |
| Ausztrália ARIA         | platina   | 70.000   |
| Ausztria (IFPI Austria) | arany     | 25.000   |
| Németország (BVMI)      | arany     | 250.000  |
| Svédország (GLF)        | arany     | 50.000   |
| Kanada (Music Canada)   | arany     | 50.000   |